# Ričardas
Ričardas ist  ein litauischer männlicher Vorname, abgeleitet von Richard. 

## Namensträger
- Ričardas Berankis (* 1990), Tennisspieler
- Ričardas Degutis (* 1966), Diplomat und Verkehrspolitiker, Botschafter, Vizeminister
- Ričardas Griaznovas (*  1973),  Biathlet
- Ričardas Juška (* 1960), Politiker von Jurbarkas, Bürgermeister
- Ričardas Malinauskas (*  1965), Politiker von Druskininkai, Bürgermeister
- Ričardas Piličiauskas (* 1969),  Richter
- Ričardas Sargūnas (*  1954), Politiker, Seimas-Mitglied
- Ričardas Tamulis (1938–2008), sowjetlitauischer Boxer
- Ričardas Vaitiekūnas (* 1953),  Geologe und Politiker, Bürgermeister der Rajongemeinde Klaipėda
- Ričardas Žitkus, Schachspieler
- Ričardas Žurinskas (* 1962), Politiker, Seimas-Mitglied